# Jocelyn Pook
Jocelyn Pook (ur. 14 lutego 1960 w Solihull) – brytyjska muzyk i kompozytor.

## Życiorys
W 1983 roku ukończyła Guildhall School of Music and Drama w klasie altówki. Komponuje muzykę teatralną, filmową, telewizyjną, estradową oraz do przedstawień tanecznych. Gra na skrzypcach, altówce, fortepianie, a także śpiewa. Współpracowała z takimi artystami jak: The Communards, Laurie Anderson, Massive Attack, Ryūichi Sakamoto, oraz Peter Gabriel. Wraz ze swoimi muzykami koncertuje pod nazwą: The Jocelyn Pook Ensemble.
Wraz z Harveyem Broughem skomponowała muzykę do serialu BBC2: „In A Land of Plenty”. Napisała też ścieżkę dźwiękową do „Saints and Sinners”. serialu dokumentalnego S4C o historii papiestwa, wyświetlanego w ponad 20 krajach. Utwór z 1994 roku: „Blow the Wind/Pie Jesu”. połączenie „Blow the Wind Southerly” Kathleen Ferrier, ze współczesnym wokalem Melanie Pappenheim, został wykorzystany przez firmę „Orange” w kampanii reklamowej, zyskując status hitu.

## Muzyka filmowa
- Oczy szeroko zamknięte (Eyes Wide Shut) – 1999
- Time Out (L’Emploi du temps) – 2001
- 10 minut później: Wiolonczela (Ten Minutes Older: The Cello) – 2002
- Kupiec wenecki (The Merchant of Venice) – 2004
- Wild Side – 2004
- Chaotyczna Anna (Caótica Ana)
- Na południe (Plein Sud) – 2009
- Habitación en Roma – 2010